# E non finisce mica il cielo/Voglio te
E non finisce mica il cielo/Voglio te è un singolo di Mia Martini, pubblicato dalla DDD nel 1982.

## Tracce
Lato A
1. E non finisce mica il cielo – 4:06 (Ivano Fossati)

Lato B
1. Voglio te – 3:54 (Domenica Bertè)

## E non finisce mica il cielo
Scritto da Ivano Fossati e inizialmente destinato a Mina, E non finisce mica il cielo è il brano con cui Mia Martini partecipò per la prima volta al Festival di Sanremo nel 1982.
L'alta qualità del testo e dell'interpretazione, destinata a non raggiungere il podio, valse comunque l'assegnazione da parte dei giornalisti del Premio della Critica, istituito in quell'anno appositamente per lei (e a lei intitolato dopo la sua morte).
Il premio attribuito non fu però mai consegnato alla cantante, e venne ritirato, postumo, dalla sorella Loredana Bertè durante la serata finale del Festival di Sanremo 2008.
È considerata una delle più belle canzoni sentimentali della musica italiana, unica per intensità nell'interpretazione della Martini, apprezzata anche dalla critica.

## Voglio te
Voglio te è una canzone scritta e composta dalla stessa Domenica Bertè, registrata durante il 1981 assieme alla canzone Amore mio, amore bello, amore assurdo pubblicata postuma nel 2010 con la quale condivide anche gli arrangiamenti.